# Bob Montana
Pour les articles homonymes, voir Montana (homonymie).
Bob Montana (né le 23 octobre 1920 à Stockton et mort le 4 janvier 1975 à Meredith) était un auteur de bande dessinée américain connu pour avoir créé les principaux personnages des séries publiées par Archie Comics (Archie Andrews, Betty Cooper, Veronica Lodge, Reggie Mantle, Jughead, etc.) ainsi que le comic strip d'Archie (en), qu'il a animé de 1947 à sa mort.

## Biographie
Robert William Montana plus connu sous son nom de plume Bob Montana, naît le 23 octobre 1920 à Stockton en Californie. Très jeune il caricature les clients du restaurant de son père. Après le lycée il suit des études d'art dans plusieurs villes : Boston, Manchester puis New York. Il est diplômé en 1940 et commence une carrière d'illustrateur indépendant. Il travaille pour plusieurs éditeurs dont DC Comics où il dessine des couvertures pour les comics de Batman. À la même époque, il est engagé par Bob Wood comme assistant. À partir de 1941, il travaille pour Lev Gleason Publications, Fox Feature Syndicate et MLJ Comics. Cet éditeur, qui se renommera plus tard Archie Comics, l'engage ensuite pour travailler sur plusieurs séries mettant en scène son personnage vedette Archie Andrews. En 1942 il doit rejoindre l'armée et pendant quatre ans il sert dans l'United States Army Signal Corps. Après-guerre il retourne chez Archie Comics qui lui confie le comic strip quotidien et la planche dominicale d'Archie Andrews. Archie (en), est diffusé dans plus de 800 journaux par King Features Syndicate. Il garde ce strip jusqu'en 1975, année de sa mort,.

## Prix et récompenses
- 2010 : Temple de la renommée Will Eisner (choix du jury)